# 熊坂拓哉
熊坂 拓哉（くまさか たくや、1998年10月12日 - ）は、山形県出身の日本のテニス選手。

## 概要・経歴
日本大学山形高等学校卒業後は、亜細亜大学に進学。大学在学中には、2020年の関東学生テニストーナメントにおいては準優勝、全日本学生室内テニス選手権大会（インカレ室内）ではベスト4の成績を修める。
大学卒業後は、プロテニス選手として活動し、マイシンに所属。テニス日本リーグ等に出場し、活躍している。